# Marc Theis

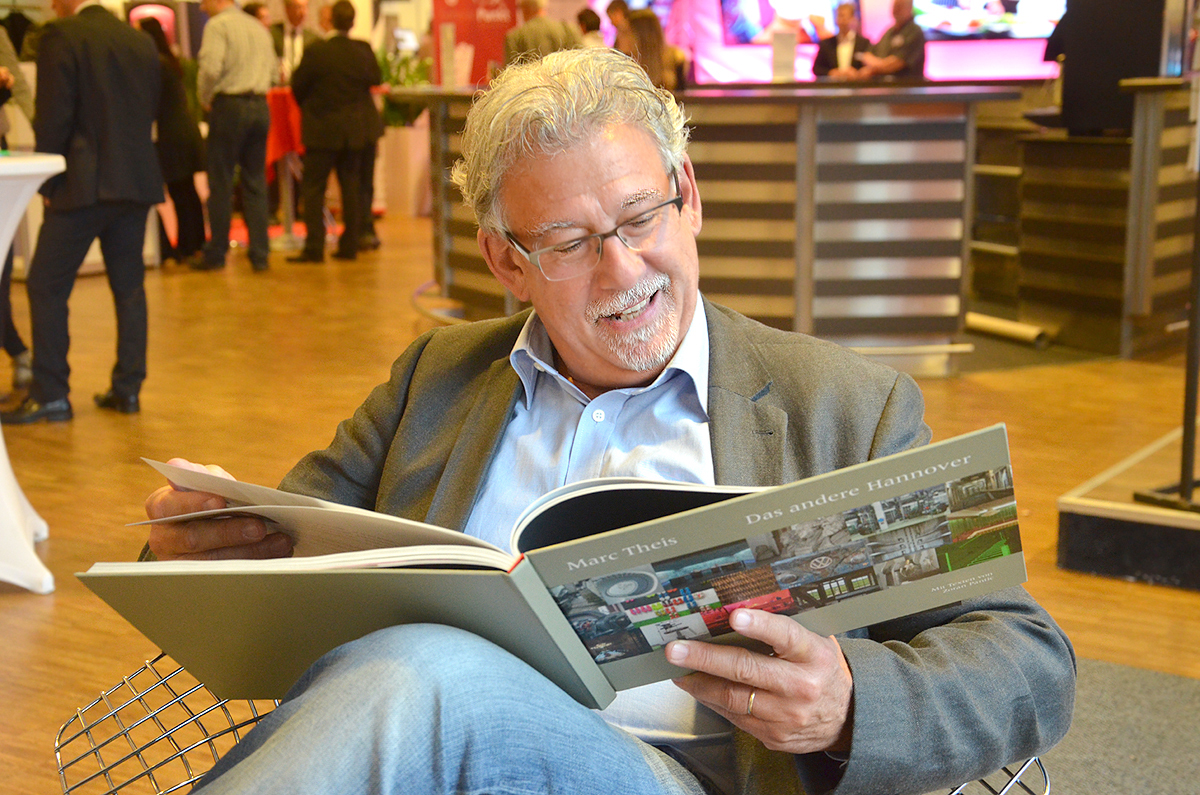
Marc Theis při uvádění své nové fotografické knihy, 2015, Hannovern

Marc Theis (* 18. dubna 1953, Lucemburk) je lucemburský fotograf a spisovatel literatury faktu.

## Životopis
Vyrůstal ve Francii a v Diddelengu a vyučil se dekoratérem a psaní na stroji. V roce 1971 studoval grafiku a umění na Lazi Academy ve Stuttgartu . V roce 1976 se usadil v Hannoveru (kde žije dodnes) a pracoval zde nejprve jako fotograf na lékařské fakultě, poté 5 let v oddělení propagace turistické skupiny TUI.
Od té doby je fotografem na volné noze. Kromě jiného fotografoval pro společnost Sennheiser - Microphones slavné hudebníky. Je také autorem portrétů na poštovních známkách vydaných Lucemburskou poštou v roce 2000, kdy velkovévoda Henri nastoupil na trůn.
Na Nikon Photo Contest International 1985/1986 získal zlatou medaili za nejlepší barevnou fotografii se svou fotografií Strandläufer.

## Publikace (výběr)
- 1993: Lucemburčané s texty Gilberta Trausche, Édition Saint-Paul, ISBN 2-9599988-0-4
- 1995: Artistes luxembourgeois d'aujourd'hui, spolu s Elisabeth Vermast, Edition Marc Theis, Lucembursko / Hannover
- 2000: Luxembourg, Banks and Architecture, Texter Ina Nottrot, Éditions Guy Binsfeld, ISBN 978-2879540900
- 2009: Léa avec amour spolu s Léou Linster
- 2010: Scorpions Rock & Roll Forever, Hommage Verlag, ISBN 978-3868600742
- 2011: Lost in Time, s textem Borise von Brauchitsche, Peperoni Books, ISBN 978-3941825284
- 2013: mobilní krásky, galerie Ars Cracovia, Kolín nad Rýnem
- 2020: Kirchberg fotograficky zdokumentován.